# Thomas Brooks
Thomas Brooks (1608 – 1680) è stato un predicatore e teologo inglese.

## Biografia
Quel che sappiamo della sua vita è tratto in gran parte dai suoi scritti. Nato probabilmente in una famiglia benestante, nel 1608 Brooks studia al Emmanuel College di Cambridge, dove era stato preceduto da altri famosi puritani del New England come Thomas Hooker, John Cotton, e Thomas Shepard. Prima di quella data aveva servito come cappellano militare della Regia Marina. Nel 1640 gli viene data la licenza di predicatore dell'Evangelo.
Dopo la conclusione della prima guerra civile inglese, Thomas Brooks viene nominato pastore della chiesa di St Thomas the Apostle a Londra e sufficientemente famoso per essere eletto come predicatore della Camera dei Comuni il 26 dicembre 1648. Il sermone che pronuncia in quell'occasione è pubblicato con il titolo "God's Delight in the Progress of the Upright" (Dio si rallegra del cammino dei giusti) sul testo: "Il nostro cuore non si è rivolto indietro, i nostri passi non si sono sviati dalla tua via" (Salmo 44:18). Tre o quattro anni più tardi è trasferito alla chiesa di St. Margaret di Londra (Fish-street Hill). Brooks, come Thomas Goodwin e John Owen preferiva il sistema di governo della chiesa su modello congregazionalista.
Nel 1662 viene pure colpito dall'Atto di Uniformità che preclude la predicazione ai puritani. Privato del suo sostentamento, Brooks continua a predicare a Londra, dove non sembra però abbia come altri sofferto di persecuzioni. Diventa ministro di una comunità cristiana a Moorfields vicino a St. Margaret. A differenza di altri pastori rimane a Londra durante l'epidemia di peste del 1665, prendendosi fedelmente cura della sua comunità. Nel 1672 secondo i termini della Dichiarazione di indulgenza torna a ricevere la licenza ufficiale di predicare, ma essa viene revocata nel 1676. Continua ciononostante a scrivere e pubblicare molti trattati di teologia.
Brooks perde la sua prima moglie, Martha Burgess, nel 1676, donna molto devota alla quale era profondamente legato. Più tardi sposa una donna molto più giovane di lui, Patience Cartwright, che ugualmente dà prova di essere devota e pia compagna.
Brooks muore nel 1680 ed è sepolto a Bunhill Fields il famoso cimitero londinese dove sono sepolti famosi predicatori non-conformisti come John Bunyan.

## Opere
- (EN)  Precious Remedies Against Satan's Devices, Banner of Truth Trust, Edinburgh (Puritan Paperbacks), first published 1652, ISBN 0-85151-002-7
- (EN) The Secret Key to Heaven: The Vital Importance of Private Prayer, Banner of Truth Trust, Edinburgh (Puritan Paperbacks), first published as 'The Privie Key of Heaven' 1665, ISBN 0-85151-924-5
- (EN) Heaven on Earth: A Treatise on Christian Assurance, Banner of Truth Trust (Puritan Paperbacks), first published 1654, ISBN 0-85151-356-5
- (EN) A Mute Christian Under the Rod by Thomas Brooks, Old Paths Gospel Press, Choteau, MT USA
- (EN) The Works of Thomas Brooks, Banner of Truth Trust, ISBN 0-85151-302-6